# S100A4
S100A4 (англ. S100 calcium binding protein A4) – білок, який кодується однойменним геном, розташованим у людей на короткому плечі 1-ї хромосоми.  Довжина поліпептидного ланцюга білка становить 101 амінокислот, а молекулярна маса — 11 729.
| 10         |  | 20         |  | 30         |  | 40         |  | 50         |
| ---------- |  | ---------- |  | ---------- |  | ---------- |  | ---------- |
| MACPLEKALD |  | VMVSTFHKYS |  | GKEGDKFKLN |  | KSELKELLTR |  | ELPSFLGKRT |
| DEAAFQKLMS |  | NLDSNRDNEV |  | DFQEYCVFLS |  | CIAMMCNEFF |  | EGFPDKQPRK |
| K          |  |            |  |            |  |            |  |            |

A: Аланін

C: Цистеїн

D: Аспарагінова кислота

E: Глутамінова кислота

F: Фенілаланін

G: Гліцин

H: Гістидин

I: Ізолейцин

K: Лізин

L: Лейцин

M: Метіонін

N: Аспарагін

P: Пролін

Q: Глутамін

R: Аргінін

S: Серин

T: Треонін

V: Валін

Білок має сайт для зв'язування з іонами металів, іоном кальцію. 